# Imrijevci
Imrijevci is een plaats in de gemeente Čaglin in de Kroatische provincie Požega-Slavonië. De plaats telt 51 inwoners (2001).